# Эффект безбилетника

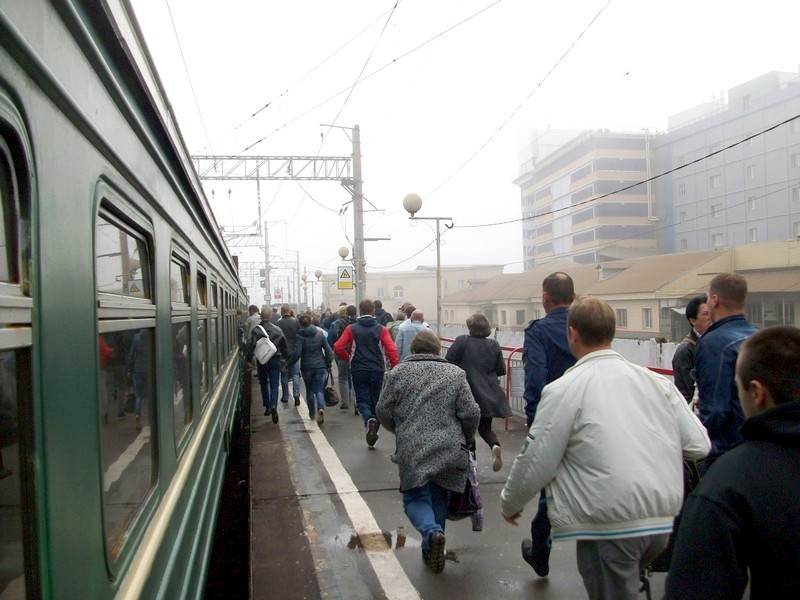
Безбилетники перебегают от контролёров по платформе в проверенную часть электрички.

Эффект безбилетника (проблема фрирайдера) (англ. free-rider problem) — экономический феномен, который проявляется в том, что потребитель общественного блага старается уклониться от его оплаты.

## Определение
Согласно К. Р. Макконнеллу и С. Л. Брю, проблема фрирайдера — невозможность одних, кто несёт расходы за неделимые товары и услуги, получить плату с тех, кто извлекает выгоду из указанных товаров и услуг, в силу того, что принцип исключения в данном случае неприменим.
Проблема безбилетника возникает, когда индивид сознательно не желает платить за общественное благо, ожидая получать выгоду без всякой оплаты. Одним из ярких примеров проявления проблемы безбилетника является феномен уклонения граждан от уплаты налогов, идущих (в числе прочего) на обеспечение общественных благ.